# جورج ماكليود
جورج ماكليود (بالإنجليزية: George McLeod)‏ هو لاعب كرة قدم بريطاني في مركز نصف الجناح، ولد في 30 نوفمبر 1932 في إنفرنيس في المملكة المتحدة، وتوفي في 5 سبتمبر 2016 في لوتن في المملكة المتحدة. لعب مع كوينز بارك رينجرز ونادي برينتفورد ونادي لوتون تاون.